# Boisgasson
Boisgasson est une ancienne commune française située dans le département d'Eure-et-Loir en région Centre-Val de Loire : le 1er janvier 2017, Boisgasson est intégrée à Vald'Yerre, avec statut de commune déléguée.

## Géographie

### Situation

Situation géographique
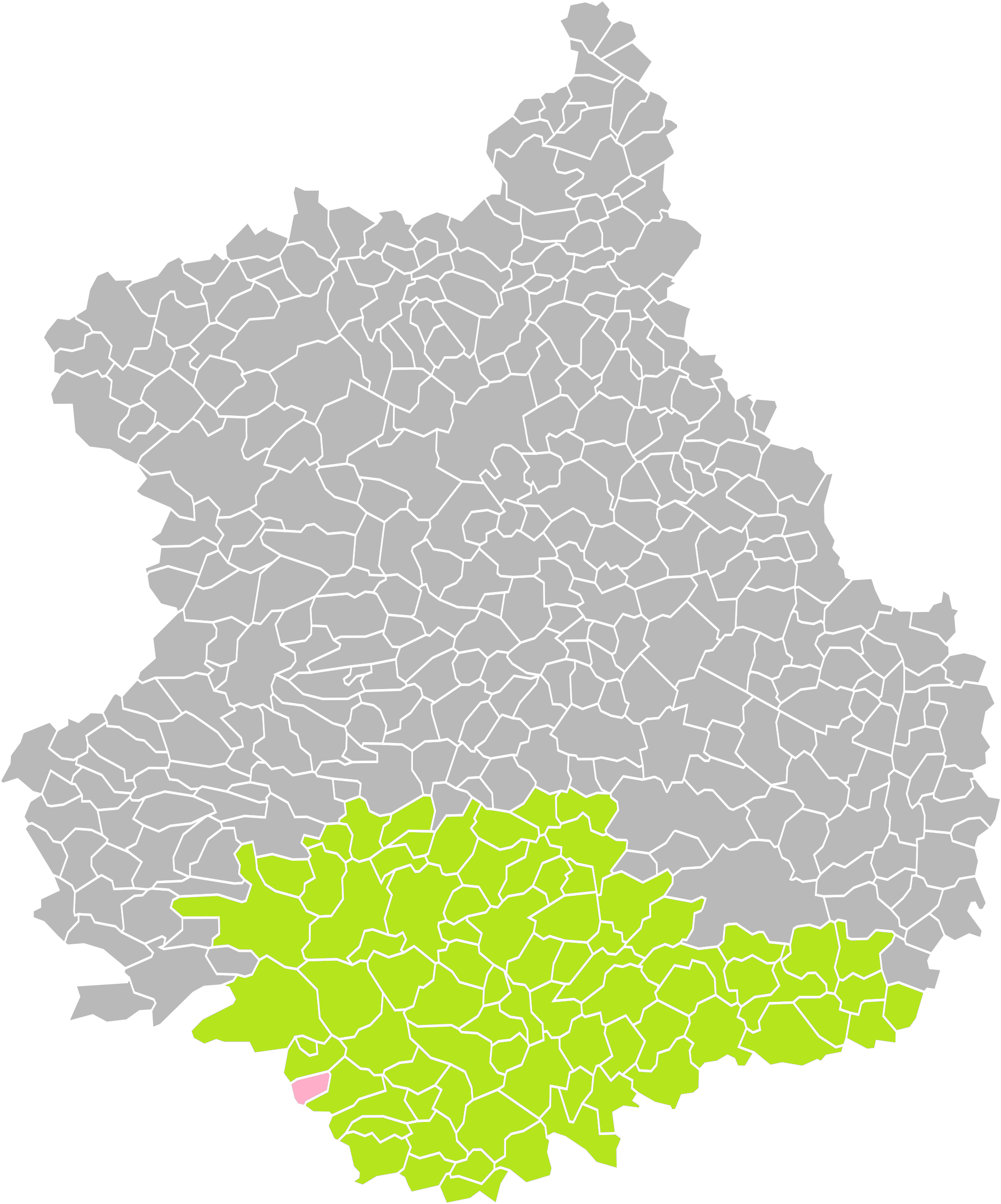
Boisgasson dans son arrondissement.
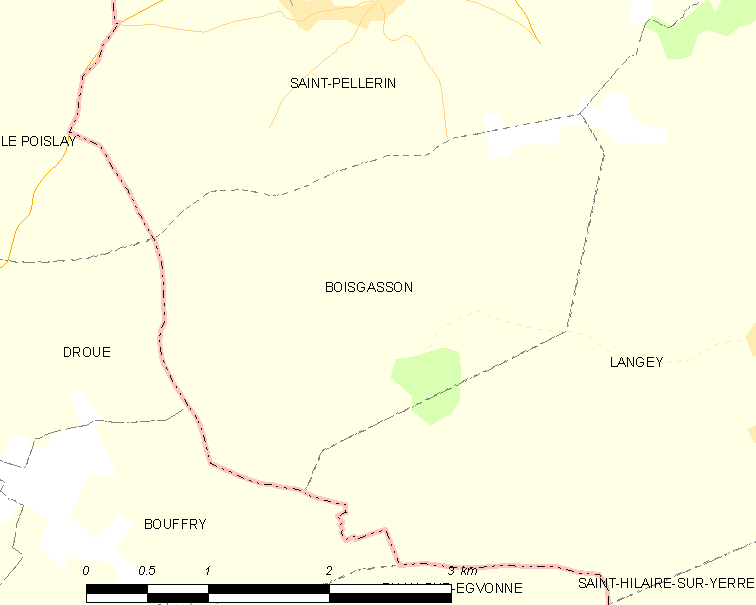
Carte de la commune de Boisgasson, 2012.

### Communes et département limitrophes
| Le Poislay (Loir-et-Cher) | Saint-Pellerin | Langey |
| Droué (Loir-et-Cher)      | Boisgasson     | Langey |
| Bouffry (Loir-et-Cher)    | Langey         | Langey |

## Histoire
Le 1er janvier 2017, Boisgasson est intégrée à Vald'Yerre, avec statut de commune déléguée.

## Politique et administration

### Liste des maires
| Période                                  | Période          | Identité         | Étiquette | Qualité              |
| ---------------------------------------- | ---------------- | ---------------- | --------- | -------------------- |
| Les données manquantes sont à compléter. |                  |                  |           |                      |
| mars 2001                                | mars 2008        | Michel Gaullier  |           |                      |
| mars 2008                                | mars 2014        | Thérèse Mérillon |           |                      |
| mars 2014                                | 31 décembre 2016 | Jean Cochard     | SE        | Agriculteur retraité |

## Population et société

### Démographie
L'évolution du nombre d'habitants est connue à travers les recensements de la population effectués dans la commune depuis 1793. À partir du 1er janvier 2009, les populations légales des communes sont publiées annuellement dans le cadre d'un recensement qui repose désormais sur une collecte d'information annuelle, concernant successivement tous les territoires communaux au cours d'une période de cinq ans. 
Pour les communes de moins de 10 000 habitants, une enquête de recensement portant sur toute la population est réalisée tous les cinq ans, les populations légales des années intermédiaires étant quant à elles estimées par interpolation ou extrapolation. Pour la commune, le premier recensement exhaustif entrant dans le cadre du nouveau dispositif a été réalisé en 2007,.
En 2014, la commune comptait 112 habitants, en évolution de +0,9 % par rapport à 2009 (Eure-et-Loir : +1,94 %, France hors Mayotte : +2,49 %).
| 1793 | 1800 | 1806 | 1821 | 1831 | 1836 | 1841 | 1846 | 1851 |
| ---- | ---- | ---- | ---- | ---- | ---- | ---- | ---- | ---- |
| 233  | 220  | 219  | 246  | 272  | 270  | 274  | 281  | 293  |

| 1856 | 1861 | 1866 | 1872 | 1876 | 1881 | 1886 | 1891 | 1896 |
| ---- | ---- | ---- | ---- | ---- | ---- | ---- | ---- | ---- |
| 278  | 265  | 258  | 240  | 240  | 250  | 244  | 248  | 225  |

| 1901 | 1906 | 1911 | 1921 | 1926 | 1931 | 1936 | 1946 | 1954 |
| ---- | ---- | ---- | ---- | ---- | ---- | ---- | ---- | ---- |
| 230  | 239  | 242  | 225  | 228  | 209  | 207  | 211  | 192  |

| 1962 | 1968 | 1975 | 1982 | 1990 | 1999 | 2007 | 2012 | 2014 |
| ---- | ---- | ---- | ---- | ---- | ---- | ---- | ---- | ---- |
| 147  | 146  | 124  | 126  | 108  | 114  | 112  | 109  | 112  |

## Culture locale et patrimoine

### Lieux et monuments
- Château de Villemesle,  Inscrit MH (1992)[7] ;

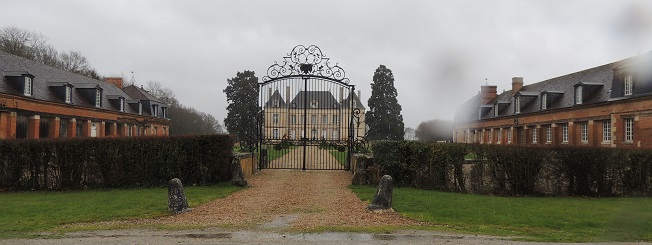
Château de Villemesle.

- Croix de cimetière de Boisgasson,  Inscrit MH (1971)[1] ;
- L'église Notre-Dame abrite un aigle-lutrin du XVIIIe siècle[8] et une cloche de 1783[9], tous deux classés monument historique.